# Wielkie wędrówki Serbów

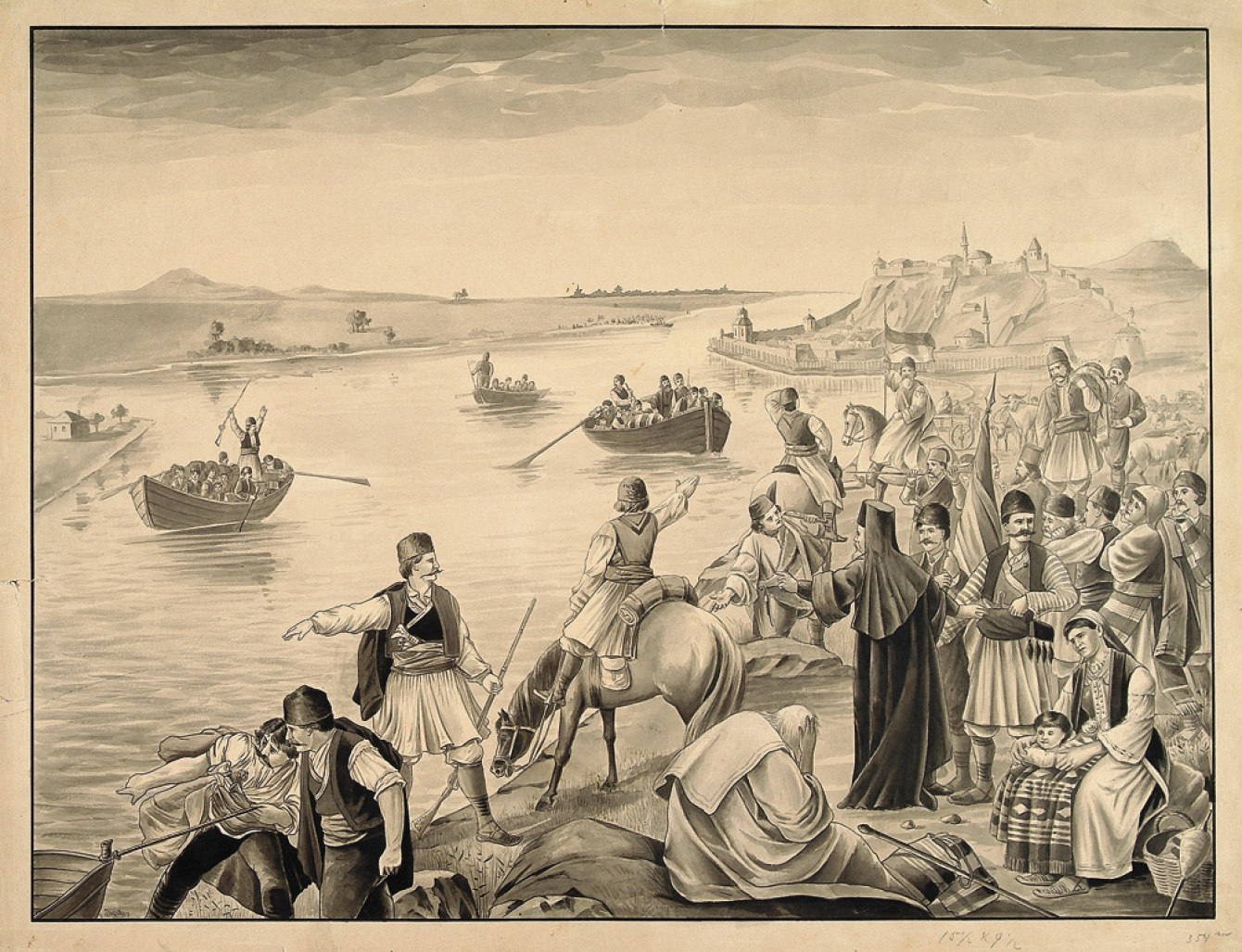
Serbowie przekraczają Sawę i Dunaj w 1690 r. Ilustracja Franca Juzy

Wielkie wędrówki Serbów (serb. Велике сеобе Срба, Velike seobe Srba) – dwie masowe migracje ludności serbskiej z różnych terytoriów znajdujących się pod panowaniem Imperium Osmańskiego na tereny pod panowaniem monarchii habsburskiej w XVII i XVIII wieku.

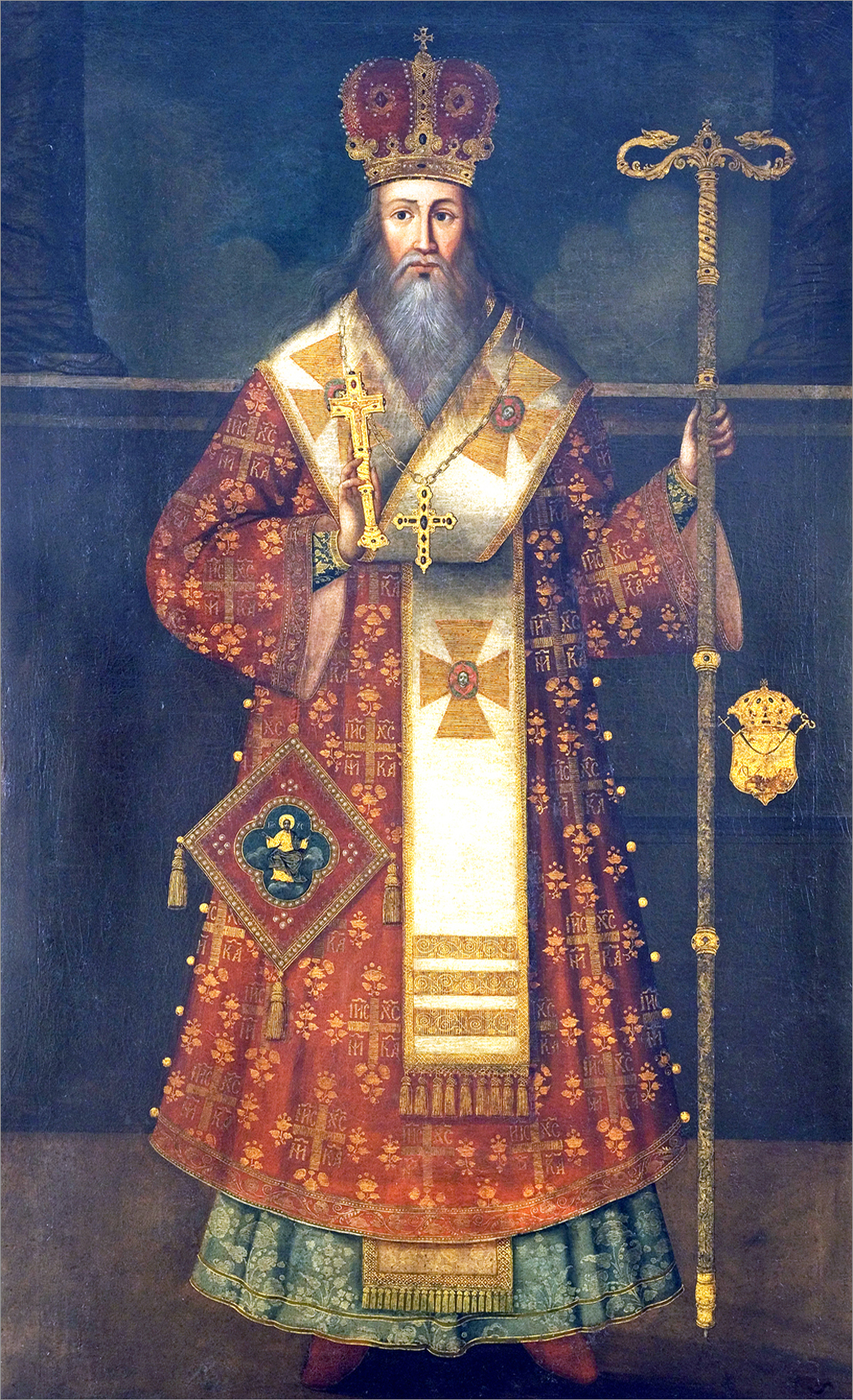
Arseniusz III przewodził pierwszej wielkiej migracji Serbów

Pierwsza wielka wędrówka miała miejsce podczas V wojny austriacko-tureckiej (1683–1699), po ponownym zajęciu przez Turków regionów Serbii, które podczas wojny znalazły się tymczasowo pod kontrolą habsburską. Na czele tej migracji stanął patriarcha serbski Arseniusz III.
Druga wielka migracja miała miejsce podczas wojny rosyjsko-tureckiej (1737–1739), również równolegle z wycofaniem się Habsburgów z terytorium, które w latach 1718–1739 funkcjonowało jako Królestwo Serbii. Migracją tą kierował patriarcha serbski Arseniusz IV.
Pierwsza wielka wędrówka Serbów na trwałe wpisała się w serbską mitologię narodową, tworząc archetypiczny obraz narodu serbskiego, jego związku z prawosławiem i roli patriarchy jako przywódcy narodowego.

## Tło
W 1683 r. wojska Imperium Osmańskiego obległy Wiedeń, ale zostały rozgromione przez sojusznicze wojska, w skład których wchodziły m.in. siły habsburskiej Austrii. Siły cesarskie, w których coraz bardziej znaczącą postacią był książę Eugeniusz Sabaudzki, kontynuowały działania przeciwko Turkom, odnosząc zwycięstwa pod Mohaczem w 1687 r. i pod Zentą w 1697 r. W styczniu 1699 r. sułtan podpisał traktat karłowicki, na mocy którego uznał zwierzchnictwo Habsburgów nad niemal całymi Węgrami, a także nad zamieszkiwaną przez Serbów Wojwodiną. Na ziemie pod panowaniem Habsburgów udały się dziesiątki tysięcy serbskich rodzin, którym przewodził serbski patriarcha Arseniusz III. W 1690 i 1691 cesarz Leopold I wydał szereg edyktów (przywilejów) regulujących prawa Serbów w imperium.
Niektórzy serbscy historycy, powołując się na dokument wydany przez cesarza Leopolda I w 1690 r., twierdzą, że Serbowie zostali „zaproszeni” na Węgry. Oryginalny tekst w języku łacińskim pokazuje jednak, że Serbom w rzeczywistości doradzano powstanie przeciwko Osmanom i sugerowano, by nie opuszczali ziem, na których żyli ich przodkowie.

## Pierwsza migracja
Podczas wojny austriacko-tureckiej (1683–1699) stosunki między muzułmanami i chrześcijanami w europejskich prowincjach Imperium Osmańskiego stały się skrajnie wrogie. Serbskie powstanie zostało stłumione. Wówczas czołowi hierarchowie Serbskiego Kościoła Prawosławnego, na czele z patriarchą zwrócili się w 1689 roku o pomoc do Habsburgów. Patriarcha Arseniusz III wzywał do zbrojnego powstania przeciwko Turkom, wspierającego wojska austriackie.
Po klęsce powstania Serbowie udali się na emigrację. W 1690 r. cesarz Leopold I zezwolił uciekinierom zgromadzonym nad brzegami Sawy i Dunaju w Belgradzie na przekroczenie rzek i osiedlenie się w monarchii habsburskiej. Uznał też patriarchę Arseniusza III za ich duchowego przywódcę. Cesarz traktował patriarchę jako namiestnika-vojvodę, a więc również świeckiego zwierzchnika ludności serbskiej. W 1694 r. Leopold I uznał Arseniusza III za przywódcę nowo powstałej prawosławnej Serbskiej Cerkwi Prawosławnej w monarchii Habsburgów, funkcjonującej niezależnie od Serbskiego Kościoła Prawosławnego w Imperium Osmańskim, a następnie w Serbii. Serbowie otrzymali od cesarza przywileje, które gwarantowały im odrębność narodową i religijną oraz szereg praw i wolności w monarchii habsburskiej. Osiedlali się głównie w południowych częściach Królestwa Węgier. Najważniejsze ośrodki, w których zamieszkali serbscy migranci to Szentendre, Buda, Mohacz, Pecz, Segedyn, Baja, Tokaj, Nagyvárad, Debreczyn, Kecskemét, Szatmár. Według Malcolma największa liczba uchodźców pochodziła z rejonu Nysy, Doliny Morawy i okolic Belgradu. Część uchodźców stanowili muzułmanie oraz katolicy.

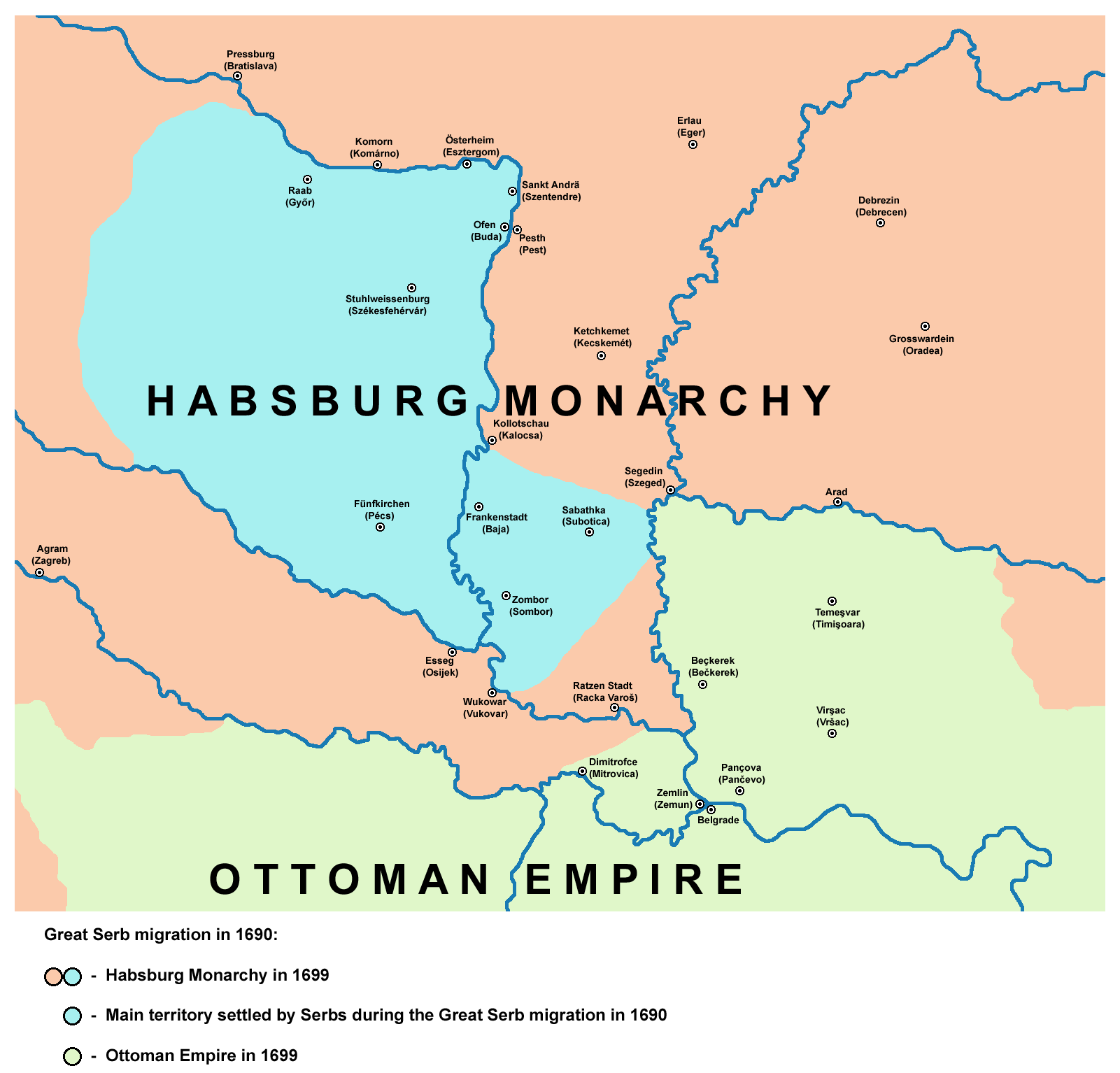
Ziemie monarchii habsburskiej zasiedlone przez migrantów z Serbii

## Druga migracja
Wybuch wojny habsbursko-osmańskiej (1737–1739) wywołał drugą wielką migrację Serbów. W 1737 r., na samym początku wojny, serbski patriarcha Arseniusz IV stanął po stronie Habsburgów i poparł bunt Serbów Raški przeciwko Osmanom. W czasie wojny armie Habsburgów i milicja serbska nie odniosły znaczących sukcesów, w związku z czym zostały zmuszone do odwrotu. Do 1739 r. całe terytorium habsburskiego Królestwa Serbii zostało utracone na rzecz Osmanów. W czasie wojny duża część ludności chrześcijańskiej z regionu Raški i innych ziem serbskich uciekła na północ. Osiedlali się głównie w Sremie (Syrmii) i okolicach, w granicach monarchii habsburskiej. Wśród uchodźców było także katolickie albańskie plemię Klimente, które osiedliło się w trzech wsiach w Syrmii.

## Liczba migrantów
Źródła podają różne dane dotyczące liczby osób, które udały się do monarchii habsburskiej podczas pierwszej wielkiej wędrówki Serbów:
- Według Noela Malcolma przetrwały dwa oświadczenia patriarchy Arseniusza III. W 1690 roku napisał, iż wyprowadził z ziem Imperium Osmańskiego „ponad 30 000 dusz”. Sześć lat później twierdził, że było to „ponad 40 000 dusz”[15]. Malcolm cytuje również oświadczenie kardynała Leopolda Karla von Kollonitscha z 1703 r. o ponad 60 000 ludzi przyprowadzonych przez patriarchę z Belgradu do Królestwa Węgier. W ocenie Malcolma liczba ta zapewne jest przesadzona[15]. Według Noela Malcolma dane, które podają, że w tej migracji uczestniczyło 37 000 rodzin, pochodzą z jednego źródła: serbskiej kroniki klasztornej, która została napisana wiele lat po wydarzeniu i zawiera kilka innych błędów[14].
- Rękopis przechowywany w klasztorze Šišatovac napisanym przez mnicha Stefana z Ravanicy 28 lat po pierwszej fali mówi o 37 tys. rodzin[16].
- Taką samą liczbę podaje praca Pavle Julinaca, wydrukowana w 1765 r., zawierająca liczbę zapisaną w oficjalnym raporcie skierowanym do Wiednia[17].
- O 37 tys. rodzin kierowanych przez patriarchę pisał Jovan Rajić w latach 1794–1795[18] i Johann Engel w 1801 r.[19], taką też liczbę podaje Serbska Akademia Sztuki i Nauki[12].
- Mikael Antolović przestudiował artykuły Ilariona Ruvaraca, który twierdził, że samo tylko terytorium Kosowa opuściło od 70 000 do 80 000 uchodźców, a serbska opinia publiczna była przekonana, że było ich nawet pół miliona[20].
- Émile Picot doszedł do wniosku, że było to 35–40 tys. rodzin, a więc od 400 000 do 500 000 osób, biorąc pod uwagę, że były to najpewniej duże, wielopokoleniowe rodziny[21].
- Tatjana Popović ocenia rozmiary pierwszej serbskiej migracji na 60 tys. rodzin[22].
- Według Stevana K. Pavlowitcha Imperium Osmańskie opuściło co najmniej 30 000 osób[11].
- Zdaniem Simy Ćirkovicia liczba 40 tys. osób jest przesadzona, ale nie istnieją źródła, które pozwoliłyby zaproponować alternatywną, bardziej wiarygodną liczbę niż ta podana przez patriarchę serbskiego[23].
- Inni historycy podają, że w tym czasie wyjechało tylko kilka tysięcy uchodźców[24].

## Następstwa
Serbowie z tych migracji osiedlili się w południowej części Królestwa Węgier (na południe od Szentendre, w którym stanowili większość ludności w XVIII wieku, w mniejszym stopniu Komárom) oraz w Chorwacji.
Wielkie migracje Serbów z Bałkanów na Nizinę Panońską rozpoczęły się w XIV wieku i trwały do końca XVIII wieku. Jednak to wielkie migracje z lat 1690 i 1737-39 były największymi przepływami ludności, po których wydano przywileje regulujące status Serbów w monarchii habsburskiej. Serbowie, którzy w tych migracjach osiedlili się w Wojwodinie, Slawonii i regionach należących do Pogranicza Wojskowego zasilili istniejącą populację serbską w tych regionach. Z czasem Serbowie stali się ważnym czynnikiem politycznym w monarchii habsburskiej.
Pierwsza wielka wędrówka Serbów na trwałe wpisała się w serbską mitologię narodową, tworząc archetypiczny obraz narodu serbskiego, jego związku z prawosławiem i roli patriarchy jako przywódcy narodowego.

## Narracja o wielkich wędrówkach w serbskiej mitologii narodowej
Narracja o wielkich wędrówkach Serbów jest częścią serbskich narracji tożsamościowych. Funkcjonuje jako mit narodowo-religijny o tematyce heroicznej. Frederic Anscombe sugeruje, że „wraz z narracjami składającymi się na mit kosowski stanowią podstawę serbskiego nacjonalizmu i podsycają konflikty”. Według Anscombe’a, narracja o wielkich wędrówkach Serbów łączy romantyczną historię narodową z późnonowoczesną rzeczywistością, przedstawiając kosowskich Albańczyków jako potomków ludności sprowadzonej przez Osmanów po wypędzeniu, ucieczce ludności serbskiej. Ich pojawienie się i zajęcie terytorium Serbów w tej wersji mitu jest swoistym powtórzeniem bitwy na Kosowym Polu, kolejnym elementem martyrologicznego mitu kosowskiego. Frederick Anscombe konkluduje, że uznawanie kosowskich Albańczyków za potomków osadników sprowadzonych po wielkiej wędrówce Serbów nie ma historycznych podstaw, a zachodnie i częściowo centralne Kosowo były traktowane przez Osmanów jako ziemie albańskie jeszcze przed wojną z Austrią w 1690 r. Malcolm i Elsie twierdzą, że w związku z wojną Świętej Ligi (1683–1699) miały miejsce różne migracje ludności, z różnych regionów. Faktem jest, że tysiące uchodźców znalazło schronienie na nowej granicy monarchii habsburskiej, jednak nie byli to wyłącznie kosowscy Serbowie. W ocenie Malcolma większość serbskich uchodźców nie pochodziła z Kosowa, a i Arseniusz nie organizował ich odejścia z tego terenu, ponieważ jego wyjazd był niezwykle pośpieszny. Malcolm zauważa, że Toma Raspasani, który podczas odwrotu austriackiego z ledwością zbiegł z zachodniego Kosowa przed Turkami, sam napisał później, że „nikt nie mógł się wydostać”. Malcolm twierdzi, że Arseniusz w momencie, gdy rozpoczęła się wielka wędrówka, był w Czarnogórze, a następnie uciekł do Belgradu, twierdzy wciąż znajdującej się pod kontrolą Austrii, która stała się naturalnym celem wielu serbskich uchodźców ze wszystkich ziem serbskich. Wśród tych, którzy się tam zgromadzili, byli ludzie z części Kosowa (głównie wschodniego), którym udało się uciec przed najazdem osmańskim. Jednak większość uchodźców pochodziła prawdopodobnie z innych obszarów. Wśród uchodźców, którzy przenieśli się wówczas na terytoria kontrolowane przez Austrię, była także znaczna liczba Albańczyków, prawosławnych i katolików.
Emil Saggau twierdzi, że współczesna narracja o wielkiej wędrówce Serbów czerpie inspirację z pism Vuka Karadžicia i Petara II Petrovića-Njegoša, a wcześniej, to jest przed XIX w., nie była ona elementem serbskiej tożsamości narodowej. W XIX w. pamięć o wędrówce była wspierana przez serbskich przywódców – w 1896 r. patriarcha serbski Jerzy zamówił u malarza Paji Jovanovicia monumentalny obraz przedstawiający exodus Serbów i osobiście ingerował w jego kształt. Według Maroša Melichárka symbolika wielkiej wędrówki Serbów jest nadal żywa, a z wydarzeniami z XVII i XVIII w. są porównywane takie wydarzenia, jak odwrót armii serbskiej podczas I wojny światowej czy ucieczka Serbów z Krajiny w 1995 r.
Malcolm uważa, że dowody historyczne nie potwierdzają nagłego masowego exodusu Serbów z Kosowa w 1690 r. W jego ocenie nawet jeśli populacja kosowskich Serbów została uszczuplona w 1690 r., musiała najpewniej zostać zastąpiona napływem Serbów z innych obszarów. Jak pisze, takie przepływy zdarzały się i to z wielu różnych obszarów. Nastąpiła również migracja Albańczyków z Malsi, ale były to powolne, długotrwałe procesy. Malcolm przekonuje, że jeśli wziąć pod uwagę, że Albańczycy stanowili znaczną część populacji przed 1690 r., a większość albańska w Kosowie zaistniała dopiero w połowie XIX wieku, masowy exodus Serbów z Kosowa w 1690 r. wydaje się mało prawdopodobny. W 1689 roku w Kosowie zarówno muzułmańscy Albańczycy, jak i Serbowie powstali przeciwko Imperium Osmańskiemu pod wodzą albańskiego arcybiskupa Pjetera Bogdaniego i Tomy Raspasaniego.
Według Johna Lampe to właśnie po migracji Serbów w 1690 r. Turcy po raz pierwszy zachęcali Albańczyków do migracji do Kosowa. Większą, wschodnią część Kosowa nadal w większości zamieszkiwali prawosławni Serbowie, przy obecności najpierw głównie katolickich, a następnie również muzułmańskich Albańczyków, których obecność od XVI w. wzrastała za sprawą migracji z zachodniej części regionu. Według tego autora Kosowo było w większości zamieszkiwane przez ludność albańską już w końcu XVIII wieku. Temat wielkich wędrówek Serbów jest źródłem sporów między serbskimi i albańskimi historykami, reprezentującymi odmienne interpretacje i punkty widzenia dotyczące opisywanych zdarzeń.